# Just Stop Oil
Just Stop Oil é um grupo ativista ambiental no Reino Unido que usa a resistência civil e a ação direta com o objetivo de garantir que o governo britânico se comprometa a interromper o licenciamento e a produção de novos combustíveis fósseis. O grupo surgiu em 14 de fevereiro de 2022 e realizou um mês de interrupções nos terminais de petróleo no sul da Inglaterra em abril de 2022. O grupo recebeu críticas por seus métodos de protesto, que incluem bloqueio de estradas e vandalismo. A 27 de abril de 2025, o grupo declarou o fim dos protestos nas ruas, mas ainda continua a lutar contra o uso de combustíveis fósseis nos tribunais.[74]

## Protestos

### Interrupção do BAFTA
Em 13 de março, ativistas interromperam a 75.ª edição do British Academy Film Awards (BAFTA).

### Tentativas de interrupção de jogos de futebol
Em 20 de março, dois ativistas tentaram atrapalhar uma partida de futebol no Emirates Stadium do Arsenal, em Londres, mas foram interceptados. Em 21 de março, um ativista parou uma partida de futebol no Goodison Park, em Liverpool, e amarrou seu pescoço com uma abraçadeira plástica na trave de um gol. No dia seguinte, um ativista entrou brevemente em campo no Molineux Stadium em Wolverhampton. Em 24 de março, seis ativistas tentaram atrapalhar uma partida no Tottenham Hotspur Stadium, no norte de Londres. Todos foram removidos rapidamente, mas a partida foi interrompida brevemente.

### Protestos contra empresas petrolíferas
A partir de 1º de abril, eles realizaram bloqueios de 10 instalações petrolíferas críticas em toda a Inglaterra, com a intenção de cortar o fornecimento de gasolina ao sudeste da Inglaterra. Eles alegaram que foram inspirados pelos protestos dos caminhoneiros do Reino Unido em 2000 [en], que paralisaram a distribuição de gasolina. Em 14 de abril, ativistas da Just Stop Oil pararam e cercaram um caminhão-tanque de petróleo em Londres, causando congestionamento na rodovia. Em 15 de abril, ativistas atacaram os terminais petrolíferos de Kingsbury, Navigator e Grays, bloqueando estradas e subindo em cima de caminhões-tanque de petróleo. No mesmo dia, foi relatado que Navigator Thames, ExxonMobil e Valero haviam obtido injunções civis para impedir protestos em seus terminais petrolíferos. Em 19 de abril, a Just Stop Oil suspendeu suas ações contra a distribuição de combustível por uma semana na esperança de uma ação do governo. Em 28 de abril, cerca de 35 ativistas do Just Stop Oil sabotaram bombas de gasolina em duas estações de serviço da autoestrada (serviços Cobham em Surrey e serviços Clacket Lane em Kent).

### Tentativa de interrupção do Grande Prêmio da Grã-Bretanha de 2022
Em 3 de julho, um grupo de ativistas do Just Stop Oil entrou na pista no Grande Prêmio da Grã-Bretanha de 2022 depois que a corrida foi suspensa devido a um acidente na primeira volta e sentou-se na pista. Eles foram presos pela polícia. As ações dos manifestantes foram apoiadas pelos pilotos de Fórmula 1 Fernando Alonso, Lewis Hamilton e Carlos Sainz, embora os três pilotos tenham dito que essas pessoas não deveriam ter se arriscado a sofrer danos físicos. O presidente da F1, Stefano Domenicali, também criticou o método de protesto. Antes do evento, a polícia de Northamptonshire alertou que tinha "inteligência credível" de que um grupo de manifestantes planejava interromper a corrida e potencialmente tentar uma invasão na pista e que o protesto estaria relacionado a questões ambientais, mas o aviso não mencionava o nome do Just Stop Oil.

### Protestos em galerias de arte em julho de 2022
Os ativistas do Just Stop Oil atacaram obras de arte em galerias públicas em julho de 2022. Dois ativistas se colaram na pintura de 1821 de John Constable, A carroça de feno [en], na National Gallery, em Londres, em 4 de julho. Eles cobriram a pintura com uma ilustração impressa que reinventou a obra A carroça de feno como uma "visão apocalíptica do futuro" que retratava "o colapso climático e o que ele fará com essa paisagem". As duas pessoas foram posteriormente presas pela polícia e a pintura foi removida para examinação pelos conservadores. Um grupo de ativistas se colou em uma cópia da pintura A Última Ceia de Leonardo da Vinci na Academia Real Inglesa em 5 de julho. 'No New Oil' foi pintado com spray na parede embaixo da pintura.

### Bloqueio de postos de gasolina de Londres e vandalismo
Em 26 de agosto de 2022, o grupo bloqueou sete postos de gasolina no centro de Londres e vandalizou bombas. Quarenta e três pessoas em Londres foram presas por vandalismo.

### Protestos de outubro de 2022 em Londres
Em outubro de 2022, o Just Stop Oil iniciou um protesto de meses em Londres. Ao longo do mês, os membros bloquearam estradas e pontes em Londres, incluindo em Islington, Abbey Road, High Holborn/Kingsway, quatro pontes que cruzam Tamisa e Westminster, resultando em múltiplas prisões.
Em 14 de outubro, dois manifestantes do Just Stop Oil fizeram uma declaração verbal, jogaram sopa de tomate na quarta versão da obra de 1888 de Vincent van Gogh, Doze Girassóis numa Jarra, na National Gallery, e depois colaram as mãos na parede abaixo da pintura. A pintura estava protegida por vidro e não foi danificada; no entanto, a moldura, em si de valor significativo, sofreu alguns pequenos danos. A placa rotativa do lado de fora da Scotland Yard também foi pintada com spray laranja. Mais de 20 prisões foram realizadas. As ações dos manifestantes foram criticadas em todo o espectro político, com a Vox observando que "grande parte da mídia e atenção do público foi negativa, com muitos questionando a eficácia do protesto e criticando os manifestantes por prejudicar sua própria causa". Outros defenderam as ações dos manifestantes. Margaret Klein Salamon, diretora executiva do Climate Emergency Fund (uma organização que financia o Just Stop Oil), comentou mais tarde que acreditava que o protesto dos Girassóis foi a ação de maior sucesso no movimento climático em 8 anos devido à grande quantidade de cobertura da imprensa que recebeu.
Em 17 de outubro, dois ativistas escalaram a Ponte Rainha Elizabeth II, que liga Essex e Kent, causando seu fechamento. Um dos escaladores, Morgan Trowland, era engenheiro de projeto de pontes de Londres. O fechamento resultou em 9,7 km de congestionamento nos dois sentidos da ponte. Após 36 horas, os manifestantes concordaram com a polícia em deixar a ponte, sendo ambos presos posteriormente. A ponte permaneceu fechada por mais 6 horas, até reabrir na noite de 18 de outubro.
Também em 17 de outubro, o grupo pintou com spray o exterior de um showroom da Aston Martin em Park Lane, Londres, provocando críticas de Richard Hammond.
Em 20 de outubro, cerca de 20 membros pintaram com spray as janelas externas da Harrods em Knightsbridge, Londres. Dois membros do grupo foram posteriormente presos por suspeita de danos criminais.
Em 24 de outubro, dois manifestantes do Just Stop Oil espalharam bolo em uma estátua de cera do rei Carlos no Madame Tussauds.
Em 25 de outubro, manifestantes borrifaram tinta na 55 Tufton Street [en], um prédio que abriga negacionistas da mudança climática.
Em 26 de outubro, a polícia prendeu mais de uma dúzia de ativistas que bloquearam a Piccadilly no centro de Londres e pintaram salões de carros de luxo com spray na vizinha Mayfair.
Em 27 de outubro, dois manifestantes colaram-se na Meisje met de parel de Johannes Vermeer no museu Mauritshuis. A pintura estava protegida por vidro e não foi danificada.

## Filosofia e pontos de vista
O Just Stop Oil se opõe a que o Reino Unido conceda novos acordos de licenciamento e produção de combustíveis fósseis. Em seu site, o Just Stop Oil também pediu ao governo do Reino Unido que interrompa todos os futuros consentimentos e acordos de licenciamento relacionados ao desenvolvimento, exploração e produção de combustíveis fósseis no país. O grupo exige investimento em energias renováveis e pede que os edifícios tenham um melhor isolamento térmico (para evitar desperdícios de energia). O Just Stop Oil também busca conscientizar as pessoas e reduzir o uso de veículos movidos a petróleo, como aviões e carros particulares.
Em entrevista ao The Guardian, um organizador do Just Stop Oil descreveu o grupo como não hierárquico, com ativistas do grupo operando em blocos autônomos que compartilham recursos, mas também não têm liderança formal.
Em outubro de 2022, o Just Stop Oil prometeu continuar protestando enquanto a pena de morte não for imposta contra eles em resposta a uma proposta de atualização da Lei de Ordem Pública [en].

### Métodos de protesto
O Just Stop Oil diz que favorece a ação direta não violenta e a resistência civil. O grupo segue uma abordagem de disrupção social geral, semelhante aos métodos dos grupos ativistas climáticos Extinction Rebellion e Insulate Britain, embora o Just Stop Oil difira no que diz respeito aos seus alvos serem também instituições culturais.
O grupo recebeu críticas por seus métodos agressivos de protesto, como bloqueio de estradas e vandalismo.
Em uma entrevista de outubro de 2022 à Sky News, a porta-voz da Just Stop Oil, Emma Brown, afirmou que o grupo tem uma "política de luz azul" para permitir que veículos de emergência passem por bloqueios de tráfego criados por manifestantes.

## Financiamento
A Just Stop Oil só gera financiamento a partir de doações. O grupo também aceita doações em Ethereum. O uso de criptomoedas pelo Just Stop Oil gerou algumas críticas devido à sua pegada de carbono, antes da transição do Ethereum para um mecanismo de consenso ecologicamente correto em setembro de 2022.
Em abril de 2022, foi relatado que a principal fonte de financiamento do Just Stop Oil eram doações do Climate Emergency Fund, com sede nos Estados Unidos. Através desse fundo, um notável doador do grupo foi Aileen Getty, descendente da família que fundou a empresa Getty Oil. Em resposta, o Climate Emergency Fund afirmou que Getty não trabalhava na indústria de combustíveis fósseis.